# 16920 Ларрівокер
16920 Ларрівокер (16920 Larrywalker) — астероїд головного поясу, відкритий 20 березня 1998 року.
Тіссеранів параметр щодо Юпітера — 3,345.